# Filoxeno (rey)

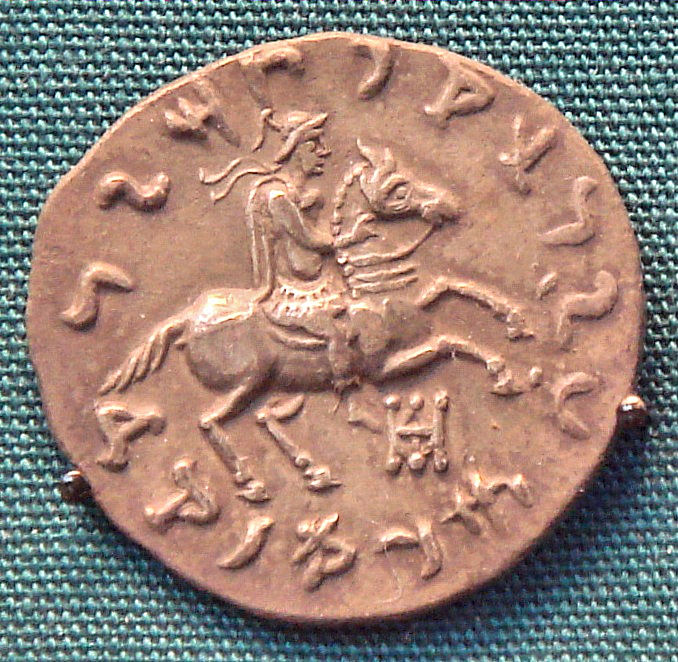
Moneda de Philoxenus, haciendo un gesto de bendición con su mano derecha. Leyenda Kharoshti: MAHARAJASA APADIHATASA PHILASINASA "Rey Invencible Philoxenus". Museo británico.

Philoxenus Anicetus (Griego: Φιλόξενος ὁ Ἀνίκητος; el epíteto significa "el Invencible") fue un rey indogriego que gobernó en la región que abarca desde Paropamisade a Punyab. Filoxeno parece haber sido un rey bastante importante, que podría haber gobernado brevemente la mayoría del territorio indogriego. Bopearachchi data a Filoxeno en c. 100–95 a. C., y R. C. Sénior en c. 125@–110 a. C.
Los historiadores no han conectado todavía a Filoxeno con ninguna dinastía, pero puede haber sido el padre de la princesa Kalliope, que estuvo casada con el rey Hermeo.

## Monedas de Filoxeno
Filoxeno acuñó varias serie de monedas de plata indias bilingües, con el reverso de un rey montado, un tipo anteriormente utilizado como anverso por Antímaco II, sesenta años antes y como reverso en algunos tipos raros de Nicias. No está claro si el jinete era un emblema dinástico, o un retrato del rey como caballero. Muchos reyes saces utilizaron similares jinetes en sus monedas.
Sus dracmas eran cuadradas, otra característica que era rara entre los indo-griegos, pero estándar para los saces, y esto indica que Filoxeno tuvo conexiones con los nómadas que habían conquistado Bactriana.
Filoxeno acuñó bronces con una deidad femenina/toro, o Helios/Niké. También acuñó tetradracmas de tipo ático, con leyenda griega, para la circulación en Bactriana.